# Jack Stephens (futbolista)
Jack Stephens (Torpoint, Reino Unido, 27 de enero de 1994) es un futbolista inglés que juega como defensa y su equipo es el Southampton F. C. de la EFL Championship, del cual es su capitán.
A nivel internacional, ha representado a Inglaterra en las categorías sub-18, sub-19, sub-20 y sub-21.

## Trayectoria
Jack Stephens comenzó su carrera en el Plymouth Argyle a los 11 años en 2005, donde ascendió rápidamente a su equipo juvenil. En 2009, tras destacarse en el Milk Cup, pasó al equipo de reservas y en 2010 fue promovido al primer equipo. En septiembre de ese mismo año, hizo su debut en una victoria 3-2 contra Sheffield Wednesday, jugando principalmente como lateral derecho, aunque también podía desempeñarse en otras posiciones defensivas.
En abril de 2011, Stephens se unió al Southampton FC por una tarifa de £150 000 y firmó un contrato de tres años. Inicialmente se incorporó al equipo de desarrollo, pero debutó en el primer equipo en enero de 2012, en una victoria 2-1 contra Coventry City en la FA Cup. En 2012, fue promovido al primer equipo tras el ascenso del Southampton a la Premier League.
Durante su tiempo en Southampton, Stephens tuvo varias cesiones, incluyendo un préstamo a Swindon Town en 2014 y 2015, donde marcó su primer gol como profesional. En 2015, fue cedido al Middlesbrough y luego a Coventry City en 2016. Sin embargo, su retorno al Southampton en 2016 lo vio debutar en la Premier League, aunque en un partido de derrota 3-0 contra Everton.
Stephens jugó un papel importante en la defensa de Southampton en la temporada 2017-18, incluso marcando su primer gol para el club en la victoria 1-0 sobre Watford en la FA Cup. A lo largo de la temporada 2018-19, se destacó en la defensa, anotando un gol contra Cardiff City, aunque el equipo terminó en una posición difícil en la liga. En la temporada 2019-2020, Stephens continuó como titular, pero sufrió un revés tras una tarjeta roja contra Arsenal.
En 2022, después de varias temporadas con Southampton, Stephens fue cedido a AFC Bournemouth, donde debutó en septiembre de ese año. Regresó a Southampton en 2023 tras firmar una extensión de contrato por dos años, y fue nombrado capitán del club en agosto de 2023, asumiendo un papel clave en la defensa del equipo en la temporada siguiente.

## Selección nacional

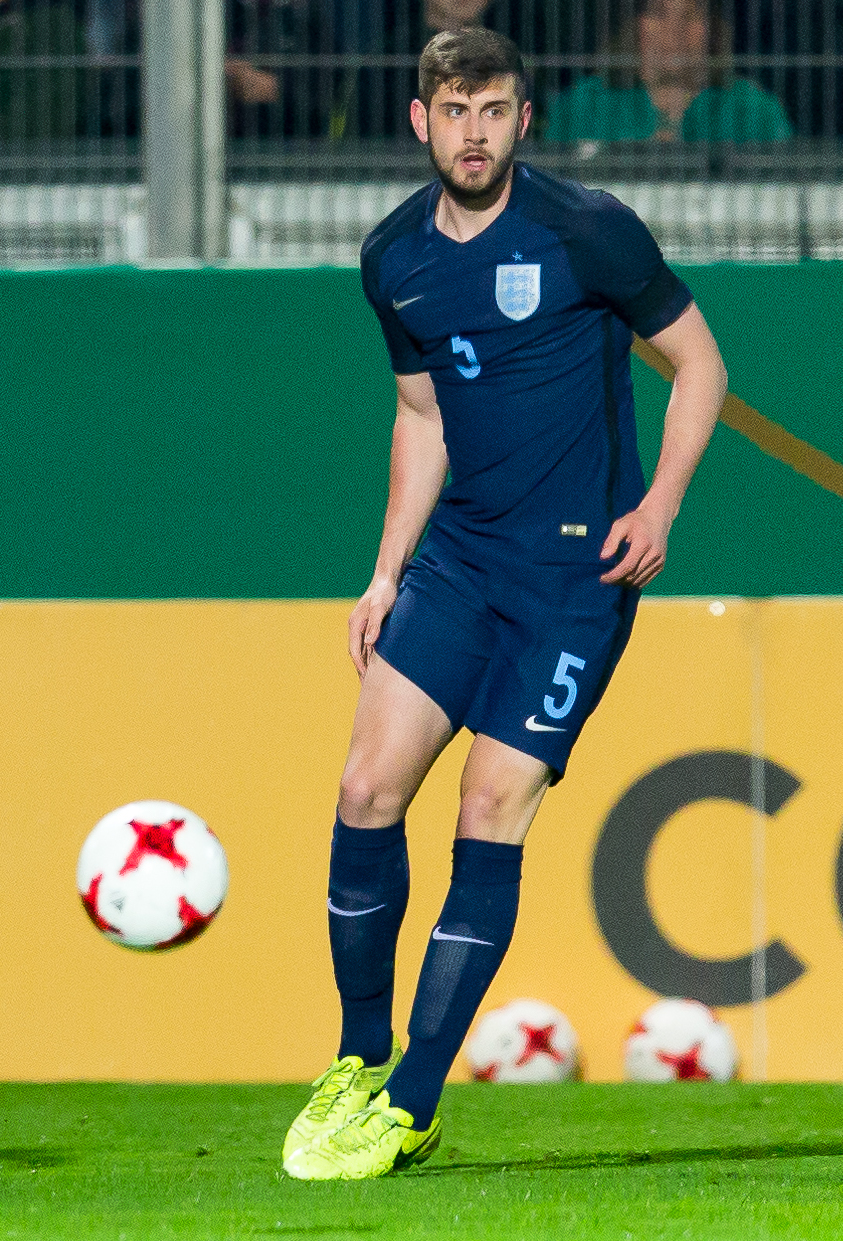
Stephens jugando para la selección de fútbol sub-21 de Inglaterra en 2017

Stephens recibió su primera convocatoria para la selección de fútbol sub-18 de Inglaterra en un partido contra Polonia en marzo de 2012, jugando la primera mitad en la victoria 3-0 en el estadio Gresty Road, casa del Crewe Alexandra F. C.
Más tarde ese mismo año, ascendió a la selección de fútbol sub-19 de Inglaterra, debutando el 26 de septiembre en una victoria 3-0 sobre Estonia en la fase de clasificación para el Campeonato Europeo Sub-19 de la UEFA 2013, jugando los 90 minutos. También jugó 45 minutos en la victoria 6-0 contra la selección de fútbol sub-19 de las Islas Feroe el 28 de septiembre, antes de ser reemplazado por su compañero del Southampton Calum Chambers, quien anotó el sexto gol. Luego disputó los 90 minutos en el empate 1-1 contra Ucrania el 1 de octubre, y la primera mitad en la victoria 1-0 en un amistoso contra la selección de fútbol sub-19 de Finlandia el 13 de noviembre, en un partido que también contó con la participación del mediocampista del Southampton James Ward-Prowse.
Stephens debutó con la selección de fútbol sub-21 de Inglaterra el 12 de noviembre de 2015 en un empate 0-0 contra la selección de fútbol sub-21 de Bosnia y Herzegovina, pero fue expulsado en el minuto 72.
Formó parte del equipo que ganó el Torneo Esperanzas de Toulon 2016, el primer título de Inglaterra en el torneo en 22 años.